# Тиргу-Лепуш
Тиргу-Лепуш (рум. Târgu Lăpuș) — місто у повіті Марамуреш в Румунії. Адміністративно місту підпорядковані такі села (дані про населення за 2002 рік):
- Інеу (310 осіб)
- Боркут (506 осіб)
- Боєрень (452 особи)
- Гроапе (91 особа)
- Демекушень (971 особа)
- Добріку-Лепушулуй (451 особа)
- Думбрава (247 осіб)
- Куфоая (238 осіб)
- Резоаре (1292 особи)
- Рогоз (1589 осіб)
- Рохія (764 особи)
- Стойчень (287 осіб)
- Финтинеле (313 осіб)

Місто розташоване на відстані 377 км на північний захід від Бухареста, 31 км на південний схід від Бая-Маре, 77 км на північ від Клуж-Напоки.

## Географія
Містом протікає річка Лепуш.

## Населення
За даними перепису населення 2002 року у місті проживали 13 355 осіб.
Національний склад населення міста:
| Національність | Кількість осіб | Відсоток |
| -------------- | -------------- | -------- |
| румуни         | 11548          | 86,5%    |
| угорці         | 1659           | 12,4%    |
| цигани         | 140            | 1,0%     |
| німці          | 7              | 0,1%     |
| українці       | 1              | < 0,1%   |

Рідною мовою назвали:
| Мова       | Кількість осіб | Відсоток |
| ---------- | -------------- | -------- |
| румунська  | 11695          | 87,6%    |
| угорська   | 1620           | 12,1%    |
| циганська  | 36             | 0,3%     |
| українська | 2              | < 0,1%   |
| німецька   | 2              | < 0,1%   |

Склад населення міста за віросповіданням:
| Релігія                                       | Кількість осіб | Відсоток |
| --------------------------------------------- | -------------- | -------- |
| православні                                   | 9952           | 74,5%    |
| реформати                                     | 1355           | 10,1%    |
| п'ятдесятники                                 | 975            | 7,3%     |
| греко-католики                                | 534            | 4,0%     |
| римо-католики                                 | 357            | 2,7%     |
| адвентисти                                    | 21             | 0,2%     |
| баптисти                                      | 18             | 0,1%     |
| не релігійні                                  | 5              | < 0,1%   |
| старообрядці                                  | 2              | < 0,1%   |
| унітарії                                      | 1              | < 0,1%   |
| бретрени                                      | 1              | < 0,1%   |
| лютерани (Синодально-пресвітеріанська церква) | 1              | < 0,1%   |
| не вказали релігію                            | 4              | < 0,1%   |

## Галерея

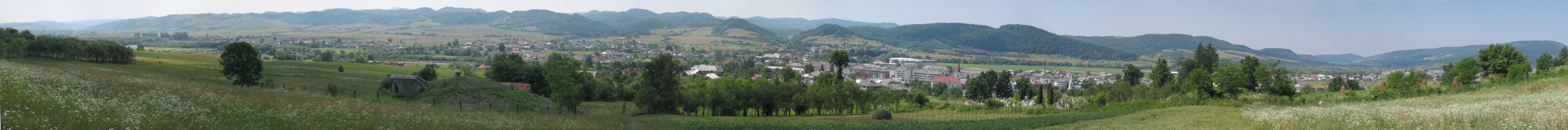
Панорама Тиргу-Лепуш

## Зовнішні посилання
- Дані про місто Тиргу-Лепуш на сайті Ghidul Primăriilor [Архівовано 15 червня 2009 у Wayback Machine.]